# Lotella tosaensis
Lotella tosaensis är en fiskart som först beskrevs av Kamohara, 1936.  Lotella tosaensis ingår i släktet Lotella och familjen Moridae. Inga underarter finns listade i Catalogue of Life.